# 雷根斯多夫

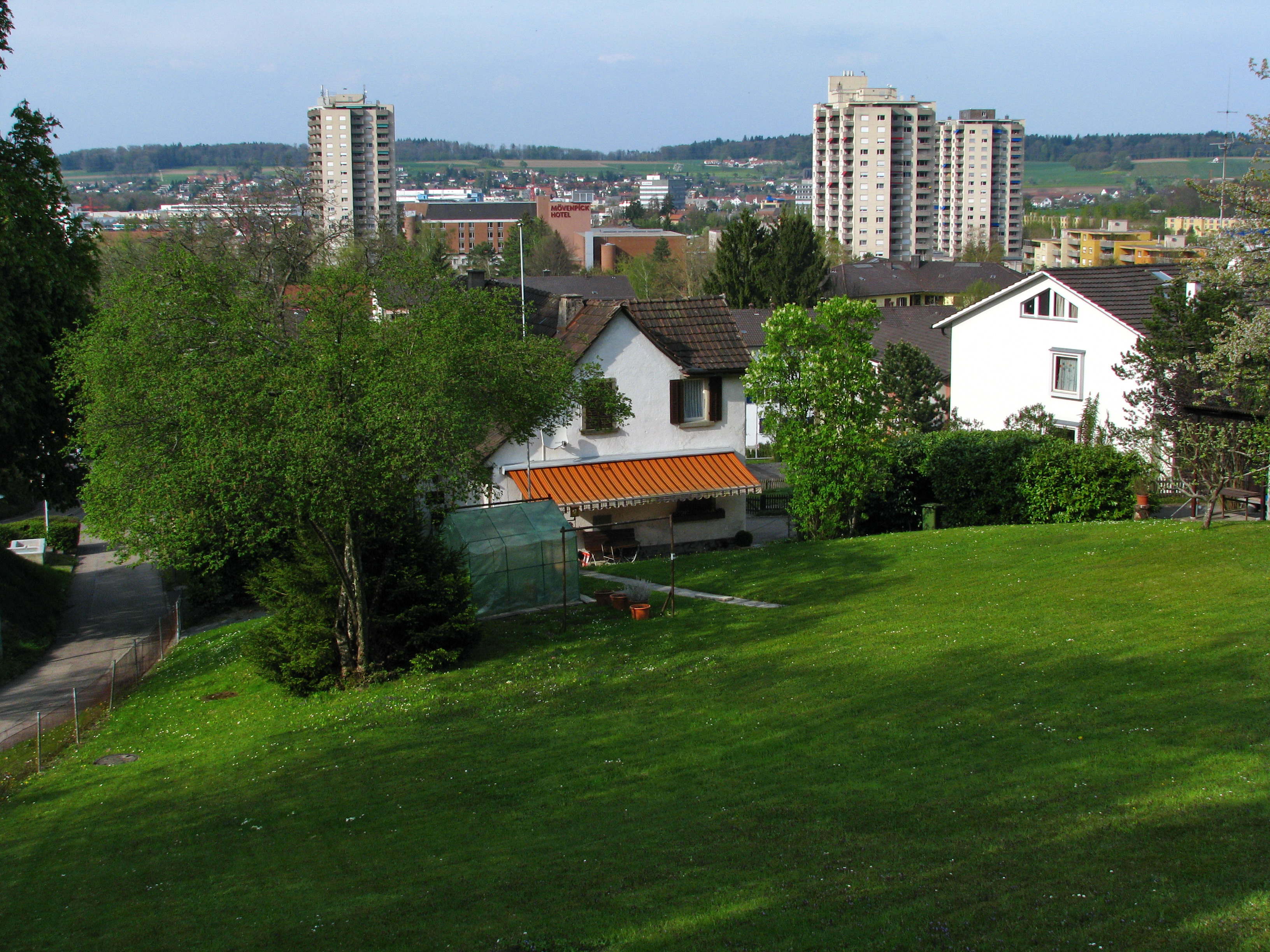
雷根斯多夫风光

雷根斯多夫（德語：Regensdorf）是瑞士联邦苏黎世州迪尔斯多夫区的市镇。该市镇面积为14.62平方千米，海拔高度442米，2018年12月31日人口数为18,450。

## 外部連結
- 雷根斯多夫官方网站 （页面存档备份，存于） （德文）